# Brisas de la Navidad
Brisas de la Navidad är en ort i Mexiko.   Den ligger i kommunen Cihuatlán och delstaten Jalisco, i den södra delen av landet, 600 km väster om huvudstaden Mexico City. Brisas de la Navidad ligger 19 meter över havet och antalet invånare är 494.
Terrängen runt Brisas de la Navidad är kuperad norrut, men söderut är den platt. Havet är nära Brisas de la Navidad åt sydväst.  Närmaste större samhälle är Cihuatlán, 9,7 km öster om Brisas de la Navidad.